# Мятеж на «Эльсиноре»
«Мяте́ж на „Эльсино́ре“» (англ. The Mutiny of the Elsinore) — роман Джека Лондона, написанный им в 1914 году.

## Сюжет
Главный герой романа, мистер Патгерст, на парусном корабле «Эльсинора» отправляется в путешествие вокруг Южного мыса Америки — Горн. Капитаном и владельцем судна является мистер Уэст, который отправляется в это путешествие вместе с дочерью Маргарет.
Патгерста по прибытии на пристань у Балтимора ждал четыре часа пароход, который должен доставить его на борт «Эльсиноры». После того, как он наконец-то прибыл и на него погрузили вещи, герой знакомится с старшим помощником капитана, мистером Пайком, вторым помощником, мистером Меллером, и мисс Уэст, которая производит положительное впечатление. После они достигли парусного корабля «Эльсинора» и тронулись в Сиэтл.
Во время путешествия мистер Патгерст ближе знакомится с экипажем корабля, капитаном Уэстом, а также мисс Уэст, которую находит привлекательной.
На морских просторах их не раз застигал шторм. Во время первого Патгерст стал свидетелем способностей людей, сопротивляющихся мощной стихии. Он был удивлён слаженной работой моряков и опытным руководством капитаном Уэста — «самурая» и помощника мистера Пайка — «погонщика раба». После первого шторма он узнает силу моря и человека. Перед бушующей стихией он чувствует себя «соломинкой».
Командный состав был мысленно поделён Патгерстом на два мира: высших и низших. Представители первого находились внизу, в каютах, где царил разум, а второго, куда входили самые худшие представители человечества, «карикатуры на людей», наверху, на палубе.
Следующий мощный шторм застиг судно у залива Ла-Плата. Вновь моряки и капитан проявили себя. Хоть корабль и пострадал, но выдержал стихию снова. Но этот Шторм сыграл важную роль для экипажа в дальнейшем. Ведь после него мистер Пайк начинает догадываться о тайне второго помощника Меллера. Скорее всего по-настоящему его зовут — Сидней Уолтхэм, который восемь лет назад убил друга Пайка — капитана Сораса — на корабле у Ла-Платы.
Во время следующего шторма капитан Уэст умирает от сердечного припадка. После стечения нескольких обстоятельств мистер Пайк окончательно убеждается, что помощник Меллер — это Сидней Уолтхэм. Он увидел у него отличительный признак убийцы — большой шрам на голове. Вследствие этого между ними, а также моряками началась перестрелка, переросшая в мятеж.
Экипаж был расколот на два лагеря: на юте находилась группа союзников Патгерста из десяти человек, в том числе капитан Пайк и Маргарет, а на другой части судна, на баке, двадцать семь мятежников, в том числе Меллер.
В лагере попеременно дежурили на юте, чтобы предотвратить нападение других мятежников. После того, как капитан в очередной раз сменил мистер Патгерст, Пайк, одержимый желанием мести, уходит в сторону бака. Патгерст же понимает для чего, однако не успевает остановить, ведь этим он мог выдать его. Капитана Пайка и Уолтхэма после того дня больше никто не видел. Они оба пропали с судна.
По прошествии нескольких дней к кораблю начал приближаться очередной шторм. Оснастка судна была в плохом состоянии — ею никто не занимался. Всё время мятежа корабль дрейфовал в море. Тогда мистер Патгерст решил пойти на переговоры с мятежниками, в результате чего они вернулись к работе. Однако те опасались, что корабль «Эльсинора» поведут к берегам Южной Америки, где их сдадут властям. Через некоторое время они решили взять ют штурмом, что им не удалось. Их план был сорван гениальным изобретение Патгерста — иллюминацией. Было еще несколько попыток штурма, но все они были отбиты. Однако мятежники выбрали другую тактику, которая чуть не обернулась трагедией для главного героя и Маргарет. Они решили отравить людей, находящихся в каютах. Для этого мятежники провели через трюм в кормовые помещения трубы для окуривания вшей серной кислотой. Но Патгерст спас Маргарет и они оба выжили. Тогда он понял, что действительно сильно любит её.
Патгерст взял курс на Вальпараисо, где раненым окажут помощь, а над мятежниками состоится суд. Для главного героя путешествие закончилось благополучно, ведь он вместе с Маргарет решили обвенчаться там и провести медовый месяц по пути в конечный пункт назначения — Сиэтл.

## Действующие лица
Мистер Патгерст. Главный герой романа. Он решает отправиться в путешествие вокруг мыса Горн из Балтимора в Сиэтл. Становится свидетелем мятежа. А после смерти капитана и помощников берёт руководство кораблём на себя и подавляет возмущение. При этом он не только чувствует свое расовое превосходство над мятежниками, но и проявляет силу воли и духа. В Вальпараисо он решает обвенчаться с Маргарет.
Мисс Маргарет Уэст. Дочь капитана Уэста, также возлюбленная Патгерста. Лишившись в детстве матери, она сызмальства выходит в море со своим отцом и любит морскую стихию. Став свидетельницей мятежа, тяжело переживает смерть отца, из-за которого отправилась в путешествие. Надышавшись испарениями серной кислоты, едва не умирает в каюте, однако её спасает мистер Патгерст. В Вальпараисо решает обвенчаться с ним.
Мистер Пайк. Первый помощник капитана Уэста. Мистер Патгерст восхищался им как опытным моряком. Разоблачает Меллера как убийцу капитана Сораса по отличительному признаку — шраму на голове. После перестрелки и начала мятежа, мстит Меллеру. 
Мистер Меллер (Сидней Уолтхэм). Второй помощник капитана Уэста. За восемь лет до описываемых событий убивает друга Пайка, капитана Сораса, в устье реки Ла-Плата. Имеет отличительный признак — большой шрам на голове. После разоблачения его пытается убить Пайк. Начавшаяся перестрелка перерастает в мятеж команды. После того как Пайку удаётся, наконец, убить Уолтхэма, оба они пропадают с судна. Мистер Патгерст описывает его как человека, в котором сидит скрытое зло, готовое проявить себя неожиданно.
Мистер Уэст. Владелец и капитан парусного судна «Эльсинора». Имеет двух помощников: мистера Пайка и Меллера. Опытный моряк, знающий свое дело. Не раз удивлял своим командованием мистера Патгерста, который прозвал его «самураем». Умирает во время шторма у Ла-Платы из-за сердечного припадка.

## Издания на русском языке
- Джек Лондон. Мятеж на «Эльсиноре». Межзвёздный скиталец / Пер. с англ.; сост. Л. Минца, вступ. ст. В. Гопмана. — М.; СПб.: Прибой, ред. журн. «Вокруг света», 1992. — 480 с. — ISBN 5-87260-006-2.

## Экранизации
- «Мятеж на Эльсиноре[англ.]» фильм (немой) США (1920).
- «Мятеж на Эльсиноре[англ.]» фильм Франция (1936).
- «Мятеж на Эльсиноре[англ.]» фильм Британия (1937).